# Itame wavaria
Itame wavaria är en fjärilsart som beskrevs av Treitschke 1827. Itame wavaria ingår i släktet Itame och familjen mätare. Inga underarter finns listade i Catalogue of Life.